# Murata Tatsuya
Tatsuya Murata (sinh ngày 8 tháng 8 năm 1972) là một cầu thủ bóng đá người Nhật Bản.

## Sự nghiệp câu lạc bộ
Tatsuya Murata đã từng chơi cho Verdy Kawasaki, Consadole Sapporo, Vegalta Sendai và Omiya Ardija.

## Thống kê câu lạc bộ

### J.League
| Đội               | Năm       | J.League | J.League | J.League Cup | J.League Cup | Tổng cộng | Tổng cộng |
| Đội               | Năm       | Trận     | Bàn      | Trận         | Bàn          | Trận      | Bàn       |
| ----------------- | --------- | -------- | -------- | ------------ | ------------ | --------- | --------- |
| Verdy Kawasaki    | 1992      | -        | -        | 0            | 0            | 0         | 0         |
| Verdy Kawasaki    | 1993      | 0        | 0        | 0            | 0            | 0         | 0         |
| Verdy Kawasaki    | 1994      | 0        | 0        | 0            | 0            | 0         | 0         |
| Consadole Sapporo | 1998      | 18       | 1        | 4            | 0            | 22        | 1         |
| Consadole Sapporo | 1999      | 30       | 0        | 2            | 0            | 32        | 0         |
| Consadole Sapporo | 2000      | 7        | 0        | 1            | 0            | 8         | 0         |
| Vegalta Sendai    | 2001      | 27       | 0        | 2            | 0            | 29        | 0         |
| Vegalta Sendai    | 2002      | 25       | 0        | 4            | 0            | 29        | 0         |
| Vegalta Sendai    | 2003      | 0        | 0        | 0            | 0            | 0         | 0         |
| Omiya Ardija      | 2003      | 22       | 0        | -            | -            | 22        | 0         |
| Vegalta Sendai    | 2004      | 2        | 0        | -            | -            | 2         | 0         |
| Tổng cộng         | Tổng cộng | 131      | 1        | 13           | 0            | 144       | 1         |